# Wolfram Schier
Wolfram Gottfried Kurt Schier (nacido el 26 de junio de 1957 en Hohenbrunn) es un arqueólogo prehistórico y profesor universitario alemán.

## Vida e investigación
Wolfram Schier es hijo de Kurt Schier. Entre 1975 y 1981 estudió Prehistoria e Historia Antigua, Etnología y Edafología en las universidades München, Saarbrücken y Oxford. Terminó sus estudios en Múnich en 1981 con un máster y se doctoró allí cuatro años más tarde de la mano de Georg Kossack. A continuación, pasó a ser ayudante. En 1991 recibió el Premio Kurt Bittel de Antigüedad de Alemania del Sur de la ciudad de Heidenheim an der Brenz por su disertación Die vorgeschichtliche Besiedlung im südlichen Maindreieck. En 1986/87, Schier viajó a la Comisión romano-germánica del Instituto Arqueológico Alemán (DAI) como titular de la Beca de viaje. (DAI) viajó a la península ibérica, Norte de África, Yemen, Jordania, Siria, Turquía, Chipre y Grecia. A su regreso, Schier trabajó como asistente en la Universidad de Heidelberg.
En 1996 se habilitó allí y posteriormente pasó a ser Custodio de la colección de la Universidad de Bonn. En 1998, Schier se convirtió en catedrático C-3 de la Universidad de Bamberg, pero ese mismo año se trasladó a la Universidad de Würzburg como catedrático C-4. En 2004 rechazó un nombramiento (cargo) en la Universidad de Kiel. En 2004 rechazó un nombramiento (cargo) en la Universidad de Kiel. En 2006 fue nombrado profesor W-3 en la Universidad Libre de Berlín.
La investigación de Schier se centra en el Neolítico Centroeuropa y Sudeste de Europa, la asentamientos diacrónica y comparativa y la arqueología del paisaje, la investigación multidisciplinar y experimental de la agricultura prehistórica, y las estructuras sociales y el cambio social en la Edad del Hierro centroeuropea.

## Afiliaciones
Desde 1999, Schier es miembro de la comisión colegial de la Comisión de Arqueología de las Culturas No Europeas de la AID y miembro de pleno derecho de la AID. De 1999 a 2002 fue portavoz de la Vereinigung Deutscher Hochschullehrer für Archäologie, de 2000 a 2011 fue vicepresidente de la Präsidium Deutscher Verbände für Archäologie. En 2005, fue distinguido como Comendador de la Orden Rumana del Mérito Cultural, y en 2006, Schier recibió un doctorado honoris causa de la Universitatea de Vest en Timișoara. Schier fue presidente de la Sociedad de Antropología, Etnología y Prehistoria de Berlín de 2014 a 2017. 
Durante su presidencia, se devolvieron a Japón y Australia restos humanos de la colección antropológica de la Sociedad. En relación con este cargo, Wolfram Schier fue duramente criticado por activistas por su gestión de los restos humanos propiedad de esta sociedad privada. Se le acusó de negarse a permitir que los herero y nama que visitaban Berlín vieran los cráneos de «sus antepasados» en octubre de 2015. Su justificación, que se percibió como «cínica», fue que «no podía reconocer un propósito científico para ver o examinar los restos humanos». 
 Schier aparecía regularmente en contacto con las partes interesadas indígenas con la antropóloga Barbara Teßmann, que atrajo la atención de la prensa internacional por sus declaraciones racistas. 

## Escritos
- Die vorgeschichtliche Besiedelung im südlichen Maindreieck. Lassleben, Kallmünz 2012, ISBN 3-7847-5061-3 (Materialhefte zur bayerischen Vorgeschichte : Reihe A, Fundinventare und Ausgrabungsbefunde, Band 60)
- Editor con Elke Kaiser y Joachim Burger: Population dynamics in prehistory and early history. New approaches using stable isotopes and genetics. De Gruyter, Berlín y Boston 2012, ISBN 978-3-11-026629-0 (Topoi, Band 5)
- Editor con Elke Kaiser: Mobilität und Wissenstransfer in diachroner und interdisziplinärer Perspektive. De Gruyter, Berlín y Boston 2013, ISBN 978-3-11-025890-5 (Topoi, Band 9)

## Enlaces web
- Introducción en la página web de la FU Berlín
- Sudetendeutsche Akademie der Wissenschaften und Künste

- Datos: Q15445052